# Liste der Bodendenkmale in Straupitz (Spreewald)
Die Liste der Bodendenkmale in Straupitz (Spreewald) enthält alle Bodendenkmale der brandenburgischen Gemeinde Straupitz (Spreewald) und ihrer Ortsteile. Grundlage ist die Veröffentlichung der Landesdenkmalliste mit dem Stand vom 31. Dezember 2020. Die Baudenkmale sind in der Liste der Baudenkmale in Straupitz (Spreewald) aufgeführt.
|   | Gemarkung        | Flur   | Kurzansprache | Bodendenkmalnummer | Bemerkung | Bild                 |
| - | ---------------- | ------ | --- | ------------------ | --- | -------------------- |
| 1 | Straupitz (Lage) | 6      | Rast- und Werkplatz Steinzeit, Siedlung Urgeschichte                                                                                                  | 12224              | |                      |
| 2 | Straupitz (Lage) | 1, 5   | Siedlung Bronzezeit, Münzfund Neuzeit, Kirche deutsches Mittelalter, Dorfkern deutsches Mittelalter, Dorfkern Neuzeit, Friedhof deutsches Mittelalter | 12661              | | Kirche in Straupitz  |
| 3 | Straupitz (Lage) | 1      | Schloss Neuzeit, Burg deutsches Mittelalter | 12669              | Ursprünglich der Standort einer Wasserburg. Heute dient das Herrenhaus als Schulgebäude. Hauptartikel: Schloss Straupitz | Schloss Straupitz    |
| 4 | Straupitz (Lage) | 6      | Siedlung Bronzezeit | 13197              | |                      |
| 5 | Straupitz (Lage) | 7      | Siedlung Eisenzeit | 13198              | |                      |
| 6 | Straupitz (Lage) | 10, 11 | Mühle Neuzeit | 13218              | Um das Jahr 1640 ist der Standort einer Mühle hier nachgewiesen. Nach umfangreichen Restaurierungsarbeiten kann heute die Kombination von Mahl-, Säge- und Ölmühle besichtigt werden. Hauptartikel: Holländerwindmühle Straupitz | Windmuehle-Straupitz |